# Dear… / MAYBE
Singles de Kana Nishino
Motto…
(2009) Best Friend
(2010)
Pistes de To LOVE
Come On Yes Yes Oh Yeah!!
Kono mama de Aitakute Aitakute
WRONG
Dear… / MAYBE est le 8e single de la chanteuse de J-pop Kana Nishino.

## Présentation
Il est sorti sous le label SME Records Inc. le 2 décembre 2009 au Japon. Il sort au format CD. Il atteint la 7e position à l'Oricon. Il se vend à 17 258 exemplaires la première semaine et reste classé 23 semaines pour un total de 52 441 exemplaires vendus. Les chansons Dear… et MAYBE se trouvent sur l'album To LOVE, MAYBE se trouve aussi sur la compilation Love Collection ~pink~ tandis que Dear… se trouve sur la compilation Love Collection ~mint~.

## Pistes
| 1. | Dear…                                     | Kana Nishino                  | Shinquo Ogura, GIORGIO CANCEMI | GIORGIO CANCEMI | 5:30 |
| 2. | MAYBE                                     | Kana Nishino, GIORGIO 13      | GIORGIO CANCEMI                | GIORGIO CANCEMI | 4:06 |
| 3. | Yours only, feat.WISE ～maison de m-flo～ | LISA, VERBAL, ☆Taku Takahashi | LISA, VERBAL, ☆Taku Takahashi  |                 | 6:15 |